# ریچ کریستیانو

ریچ کریستیانو (انگلیسی:Rich Christiano) فیلم‌ساز و کارآفرین اهل ایالات متحده آمریکا است که بیشتر به خاطر تولید فیلم‌های مسیحی و الهام‌بخش شناخته می‌شود. وی در ۲ اکتبر ۱۹۵۶ متولد شد و در طول فعالیت حرفه‌ای خود به تولید و کارگردانی آثار متعددی پرداخته است. یکی از مهم‌ترین دستاوردهای او تأسیس گروه فیلم‌های کریستینو و "پنج و دو تصویر" (Five and Two Pictures) است، که به تولید فیلم‌هایی با محتوای مذهبی و اخلاقی اختصاص دارند.
کریستیانو همچنین در سال ۱۹۹۷ وب‌سایت ChristianMovies.com را تأسیس کرد، که به عنوان یک پلتفرم مهم برای فیلم‌های مسیحی و مذهبی شناخته می‌شود و مخاطبان بسیاری را جذب کرده است. این وب‌سایت شامل نقدها، اخبار، و معرفی فیلم‌های مسیحی است که می‌توانند به علاقه‌مندان کمک کنند تا فیلم‌های مناسب برای آموزه‌های دینی خود پیدا کنند.
برخی از مهم‌ترین آثار او شامل فیلم‌هایی مانند Time Changer و The Secrets of Jonathan Sperry است که هر دو فیلم در دسته آثار مسیحی قرار می‌گیرند و به مسائل معنوی و اخلاقی می‌پردازند.